# Kyle Harrison
Kyle Harrison est un joueur de professionnel de crosse évoluant au poste de milieu de terrain pour le Machine de l'Ohio en Major League Lacrosse. Harrison a débuté la crosse en compétition lors de son passage à la Friends School of Baltimore avant d'intégrer l'Université Johns-Hopkins.

## Carrière universitaire
Harrison intègre l'Université Johns-Hopkins en 2002.
Dès sa première saison, il est titulaire lors des 14 matchs joués par son équipe. La plus grande partie des faceoffs lui est confiée. Il en remporte 120 sur 160 (63,2% de réussite).
En 2003, pour sa seconde année au niveau universitaire, il se retrouve dans les 5 finalistes dans la course au Tewaaraton Trophy qui récompense le meilleur joueur universitaire. Il est le seul sophomore parmi les nommés encore en lice à ce stade.
L'année suivante, Harrison est nommé dans la 1re équipe STX/USILA All-American et obtient le McLaughin Award qui récompense le meilleur milieu de terrain universitaire. Cette saison lui vaut une nouvelle nomination parmi les finalistes du Tewaaraton Award.
Pour sa dernière année universitaire, il est désigné co-capitaine. À l'issue d'une saison parfaite (15 victoires, 0 défaite), il mène son équipe au titre. Il obtient finalement le Tewaaraton Trophy devenant ainsi le premier, et à ce jour le seul, joueur des Blues Jays de l'Université Johns-Hopkins à avoir reçu cette récompense.
Il termine sa carrière avec 61,1% de faceoffs remportés (328/537). Durant ces quatre années à Johns Hopkins, l'équipe a remporté 55 matchs et n'a perdu que 6 rencontres. Harrison a participé chaque année au Final Four NCAA et trois fois à la finale du championnat, dont une remportée.
Le 30 avril 2016, il est officiellement introduit au Hall of Fame de l'Université Johns-Hopkins.

## Carrière professionnelle

### Carrière en MLL
Harrison fait ses premiers pas professionnels en rejoignant la Major League Lacrosse.
Il est sélectionné en première position de la draft 2005 par le Pride du New Jersey, équipe avec laquelle il jouera jusqu'en 2007.
Durant ces trois années avec New Jersey, il est sélectionné à deux reprises, en 2005 et 2006, pour participer au All-Star Game.
Il est échangé à la fin de la saison 2007 au Riptide de Los Angeles. Ses performances lors de l'année 2008 lui permettent de retrouver le All-Star Game et d'aider son équipe à atteindre les demi-finales du championnat.
À la disparition de l'équipe de Los Angeles à la fin de la saison 2008, Harrison est envoyé à Denver pour l'entame de la saison 2009. Handicapé par une blessure à la cheville survenue lors de la deuxième semaine de compétition, il ne joue que 7 matchs pour Denver.
À la fin de cette saison, il met de côté sa carrière en MLL jusqu'en 2014 où il réapparait sous les couleurs du Machine de l'Ohio.
Il marque son retour en inscrivant le premier but de son équipe lors de la première action du premier match de la saison et se voit de nouveau sélectionné au All-Star Game.

### Carrière sur le LXM Pro Tour
Lorsqu'il met de côté sa carrière en MLL, Harrison fonde avec d'autres joueurs le LXM Pro Tour, une compétition professionnelle de crosse dont le match se déroule sous la forme d'une tournée dans différentes villes de l'ouest des États-Unis.
Il joue dans la ligue qu'il a lui-même créé dès 2010.